# COGAS

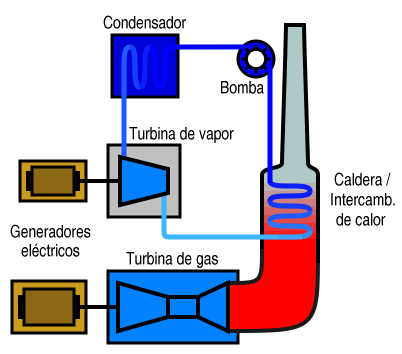
Esquema de un sistema COGAS turboeléctrico.

COGAS (COmbined Gas And Steam - combinado gas y vapor) es el nombre que se da a los sistemas de propulsión marinos de ciclo combinado, compuestos de turbinas de gas y turbinas de vapor. Estas últimas son alimentadas con el vapor generado por el calor de las toberas de salida de las turbinas de gas. De este modo utilizan energía que de otro modo se perdería, disminuyendo el consumo específico de combustible de la planta. Las grandes plantas de generación eléctrica que usan este principio pueden alcanzar eficiencias del orden de 58%. (Véase también Ciclo combinado)
Cuando las turbinas no impulsan directamente los árboles de las hélices directamente, sino que se emplea un sistema turboeléctrico de transmisión, se suele denominar al sistema COGES (combinado gas-electricidad-vapor).
Los sistemas COGAS difieren de los otros sistemas combinados de propulsión naval porque no se procura operar con uno de los sistemas solamente. Si bien esto es posible, esta forma no resultaría eficiente, como sí sucede con los sistemas como CODAG cuando opera sólo con los motores diésel. En particular, no deben confundirse los sistemas COGAS con los COSAG (combinado vapor y gas), que emplean calderas convencionales, alimentadas a combustible líquido, para propulsar la turbina de vapor para operaciones de curcero y agregan las turbinas de gas para mejorar los tiempos de reacción e incrementar la velocidad.
Se ha propuesto emplear sistemas COGAS para actualizar las plantas motrices de naves que usan turbinas de gas como impulsor principal (o único), por ejemplo en modos COGOG o COGAG, como los destructores de la clase Arleigh Burke de la U.S. Navy, pero hasta finales de 2005 ningún navío de guerra usaba este concepto. Algunos barcos de crucero están equipados con sistemas COGES, como el "Millenium" de Celebrity Cruises y otras naves de su clase que usan plantas turboeléctricas con dos turbinas de gas General Electric LM2500+ y una turbina de vapor.
Este artículo contiene material adaptado de Combined gas and steam de Wikipedia en inglés.
- Datos: Q11680374